# Abrawayaomys chebezi
Abrawayaomys chebezi es una especie de roedor de la familia Cricetidae.

## Distribución geográfica
Se encuentra en la provincia de Misiones, en Argentina. Su nombre fue dado en homenaje al  naturalista  Juan Carlos Chébez.